# Iphiaulax dissolutus
Iphiaulax dissolutus är en stekelart som beskrevs av Cameron 1912. Iphiaulax dissolutus ingår i släktet Iphiaulax och familjen bracksteklar. Inga underarter finns listade i Catalogue of Life.